# Schwaara
Schwaara là một đô thị ở huyện Greiz, ở bang Thüringen, Đức. Đô thị này có diện tích 3,56 km², dân số thời điểm ngày 31 tháng 12 năm 2006 là 154 người.